# Гамбит (филм, 2012)
„Гамбит“ (на английски: Gambit) е американско-британски филм, приключенска комедия от 2012 година на режисьора Майкъл Хофман, римейк на едноименния филм от 1966 година с Шърли Маклейн и Майкъл Кейн.

## Сюжет
Внимание:  Текстът по-долу разкрива сюжета на произведението (или части от него)!
Скромният Хари Дийн работи като куратор в частната художествена галерия на арогантния и груб медиен магнат Лайънъл Шабандър. Шабандър непрекъснато унижава Хари и той решава да отмъсти на шефа си. Бижуто в короната на колекцията на Лайонел са „Купи сено на разсъмване“ от Клод Моне, които Шабандър е купил на търг, след като спечелва наддаването срещу Акира Такагава – неговият най-голям конкурент сред колекционерите. И сега ексцентричният медиен магнат мечтае само за едно – да купи втората картина на великия художник – „Купи сено по залез“, която е загубена през мрачните години на Втората световна война.
Дийн, заедно със своя близък приятел „Майора“, разработват хитър план. „Майорът“ ще нарисува фалшификат, който ще се озове в ръцете на стара баба от Тексас. Нейният баща, сержант от американската армия, е извадил картината от кабинета на самия Херман Гьоринг и напълно без да знае за стойността ѝ, я е прибрал у дома след войната и я окачил на стената. Дийн и „Майорът“ привличат в измамата очарователната каубойка Пи Джей Пузновски, която ще трябва да продаде фалшификата на Шабандър. Скоро в списанието на медийния магнат се появява снимка на баба Пузновски с картина на Моне, висяща зад нея, и Хари бърза да информира шефа за безценната находка.
Първоначално Шабандър се съмнява много в това, но постепенно интересът му се разпалва и той е готов да предложи на Пи Джей Пузновски £12 милиона, но едва след като снимката бъде проверена от известен експерт, поканен лично от него. След като се запознава отблизо с чаровната американка, Дийн се опитва да я ухажва и харчи всичките си спестявания, но Пи Джей е по-склонена да общува със самоуверения Шабандър. Нещо повече, медийният магнат казва на Хари, че след продажбата на картината ще го уволни. Решаващият ден за експертизата идва. Хари се отправя към галерията, разчитайки на Пи Джей да разсее Шабандър, докато прави последни приготовления. Шабандър, Пи Джей, Хари и експертът Зайденуебер се събират близо до картината „Купи сено по залез“, който внимателно разглежда картината и декларира, че е истинска. Но изведнъж Дийн категорично не е съгласен и за шок на всички изтрива боята от платното, разкривайки изображение на кралица Елизабет II отдолу. Изненадан от такава всеотдайност и професионализъм, Лайънъл кани Хари да продължи да работи в неговата галерия, но Дийн гордо отказва.
По-късно Хари и „Майорът“ се срещат с Такагава и тогава се оказва, че са направени две копия – „Купи сено на разсъмване“ и „Купи сено по залез“. Всъщност хитрият план не е да се продаде „Купи сено по залез“ на Шабандър, а да откраднат оригиналните „Купи сено на разсъмване“, заменяйки картината с копие. Японският милиардер, който получава това, което иска и ядосва съперника си, превежда 10 милиона британски лири на Дийн в сметката му в швейцарската банка. Пи Джей намира в чантата си прекрасна картина, която е основната ценност на колекцията на Хари и която той подарява на американка. Междувременно Дийн и „Майора“ се разхождат през летището и, докато говорят за страстта на Доналд Тръмп към картините на Пикасо, планират нова измама.

## Актьорски състав
| Актьор         | Роля                                                                                                |
| -------------- | --------------------------------------------------------------------------------------------------- |
| Колин Фърт     | Хари Дийн – куратор на художествена колекция на Шабандър                                            |
| Камерън Диас   | Пи Джей Пузновски – млада каубойка от Тексас                                                        |
| Том Кортни     | „Майор“ – близък приятел на Хари                                                                    |
| Алън Рикман    | лорд Лайънел Шабандър – нагъл и егоистичен медиен магнат, колекционер на произведения на изкуството |
| Стенли Тучи    | Мартин Зайденуебер – експерт историк на изкуството                                                  |
| Клорис Лийчман | баба Мерл                                                                                           |
| Того Игава     | Акира Такагава – японски милиардер, колекционер на произведения на изкуството                       |

## Интересни факти
- Първоначално Хю Грант, Сандра Бълок и Бен Кингсли са предвидени за ролите на Хари Дийн, Пи Джей Пузновски и лорд Лайънъл.
- Художествената галерия „Compton Verney House“ в Южен Уоруикшир е използвана за някои сцени през юли 2011 г., но не е спомената в титрите.
- Филмът получава изключително негативни отзиви. От юни 2020 г. филмът има 18% рейтинг на одобрение на Rotten Tomatoes. Консенсусът на критиците на уебсайта гласи: „Звездният състав на Братя Коен и написаното не компенсират този Гамбит“.